# باد فيلسناك
باد ويلزناك (بالألمانية: Bad Wilsnack) هي مدينة و بلدة ألمانية تقع في ألمانيا في براندنبورغ. يقدر عدد سكانها بـ 2,803 نسمة .